# Rainer Budde (Fußballspieler)
Rainer Budde (* 1. Mai 1948 in Wuppertal-Barmen) ist ein ehemaliger deutscher Fußballspieler.

## Karriere

### Jugend
Das Talent des Angreifers aus Barmen führte ihn bereits im Jahr 1963 in die Deutsche Schülernationalmannschaft. Er gehörte am 24. Mai in Heilbronn dem mit 3:1 Toren siegreichen deutschen Team beim traditionellen Spiel der Schüler gegen England an. Mitspieler waren Torhüter Norbert Nigbur, Mittelfeldspieler David Scheu und die zwei Mitstürmer Horst Köppel und Dieter Schollbach. Am 7. November 1965 debütierte der kleine, wendige und antrittsschnelle Angreifer in der DFB-Jugendauswahl „A“. Das Freundschaftsspiel in Belgrad wurde gegen Jugoslawien mit 0:1 Toren verloren. Der deutsche Angriff war in der Besetzung mit Köppel, Karl-Heinz Handschuh, Budde, Heinz Flohe und dem Berliner Flügelstürmer Schollbach dabei angetreten. Im Mai 1966 nahm er mit den DFB-Junioren in Jugoslawien am UEFA-Juniorenturnier teil. Er kam in den drei Gruppenspielen gegen die Niederlande (2:1), Schottland (1:1) und Spanien (1:3) zum Einsatz.

### Berufsfußball
Der Stürmer Rainer Budde unterschrieb als 18-Jähriger seinen ersten Profivertrag 1966 bei Fortuna Düsseldorf. Unter Trainer Kuno Klötzer kam er 1966/67 zu acht Bundesligaeinsätzen und erzielte ein Tor. Nach dem Abstieg der Düsseldorfer aus der Ersten Fußball-Bundesliga wechselte er 1967 zum MSV Duisburg.
Hier entwickelte er sich in seiner ersten Saison zum Torjäger und erzielte unter Trainer Gyula Lóránt und an der Seite von Mitspielern wie Heinz van Haaren, Horst Gecks, Erwin Kostedde, Djordje Pavlic und Horst Wild 16 Tore. Fußballhistorisch von Bedeutung waren seine beiden Treffer am 34. Spieltag der Saison 1970/71 beim 2:0-Sieg gegen den FC Bayern München die beim zeitgleichen 4:1-Sieg von Borussia Mönchengladbach bei Eintracht Frankfurt die Meisterschaft mitentschieden.
Nach fünf Jahren im Trikot des MSV wechselte er 1972 zum FC Schalke 04, konnte jedoch nicht an seine Leistungen bei den Duisburgern anknüpfen, vor allem weil er im Schatten von Spielern wie Klaus Fischer und Erwin Kremers stand. Seine beste Saison hatte er bei den Schalkern 1974/75, als er aufgrund der Konkurrenz im Angriff zum Mittelfeldspieler wurde und 28-mal in dieser Saison eingesetzt wurde.
Zum Ende der Saison wechselte er zum Zweitligisten Wuppertaler SV, wo er 1979 seine Karriere beendete. Insgesamt spielte Rainer Budde 207 mal in der Fußball-Bundesliga und erzielte 63 Tore. In der 2. Fußball-Bundesliga bestritt er 112 Spiele und erzielte 43 Tore.